# 비노드 코슬라
비노드 코슬라(영어: Vinod Khosla, 힌디어: विनोद खोसला, 1955년 1월 28일 ~)는 인도계 미국인 억만 장자 사업가이자 벤처 자본가이다. 그는 썬 마이크로시스템즈의 공동 설립자이자 코슬라 벤처스(Khosla Ventures)의 설립자이다. 2014년에 포브스 지는 그를 미국에서 가장 부유한 400 명으로 집계했다. 그는 캘리포니아 해안법을 수정하여 Martins Beach를 민영화하기 위해 10년 동안 재판을 벌인 끝에 2018년 패소했다.

## 경력
1980년 스탠퍼드 대학교에서 MBA를 마친 후 코슬라는 전자 설계 자동화 스타트업 데이지 시스템 (1981년 1월 설립)에서 근무했다.
1982년 코슬라는 썬 마이크로시스템즈 (SUN은 Stanford University Network의 약자)와 스탠퍼드 대학교 급우인 스콧 맥닐리 (Scott McNealy), 안드레아스 폰 벡톨샤임 (Andy Bechtolsheim) 및 캘리포니아 대학교 버클리 컴퓨터 과학 대학원생 빌 조이와 함께 공동 설립했다. 코슬라는 1982년부터 1984년까지 최초의 회장 겸 CEO로 재직했다. 이후 1984년 회사를 떠나 벤처 자본가가 되었다.
2004년 그는 코슬라 벤처스를 설립했다. 2006년 코슬라의 아내 네루 코슬라 (Neeru Khosla)는 CK-12 재단(CK-12 Foundation)을 공동 창립하였다. 이 재단은 오픈 소스 교과서를 개발하고 미국과 세계의 교육 비용을 낮추는 것을 목표로 한다. 코슬라와 그의 아내는 위키 미디어 재단에 60 만 달러를 기부했다.

## 참고 문헌
1. ↑  “Vinod Khosla, 4 other Indian Americans on Forbes US' richest list”. 《Firstpost》. 2014년 12월 20일.
2. ↑  “Supreme Court Won't Hear Case Over Martins Beach Access”. 《CBS News》. 2018년 10월 1일에 확인함.
3. ↑  Cadelago, Chris (2008년 8월 24일). “Wikimedia pegs future on education, not profit”. 《San Francisco Chronicle》. 2014년 7월 27일에 확인함.

| 이전 초대 | 썬 마이크로시스템즈 최고경영자 1982–1984  | 이후 스콧 맥닐리 |
| 이전 초대 | 썬 마이크로시스템즈 이사회 의장 1982–1984 | 이후 스콧 맥닐리 |